# EXTL3
EXTL3‏ (Exostosin like glycosyltransferase 3) هوَ بروتين يُشَفر بواسطة جين EXTL3 في الإنسان.